# Orniérage
L’orniérage est le processus de déformation longitudinale de la chaussée caractérisée par un tassement de celle-ci qui se crée sous le passage répété des roues. Ce phénomène — évident sur un chemin boueux où un véhicule laisse immédiatement les traces de ses pneus — intervient sur tout type de route, laissant des traces appelées ornières.

## Localisation et risques liés à l'orniérage

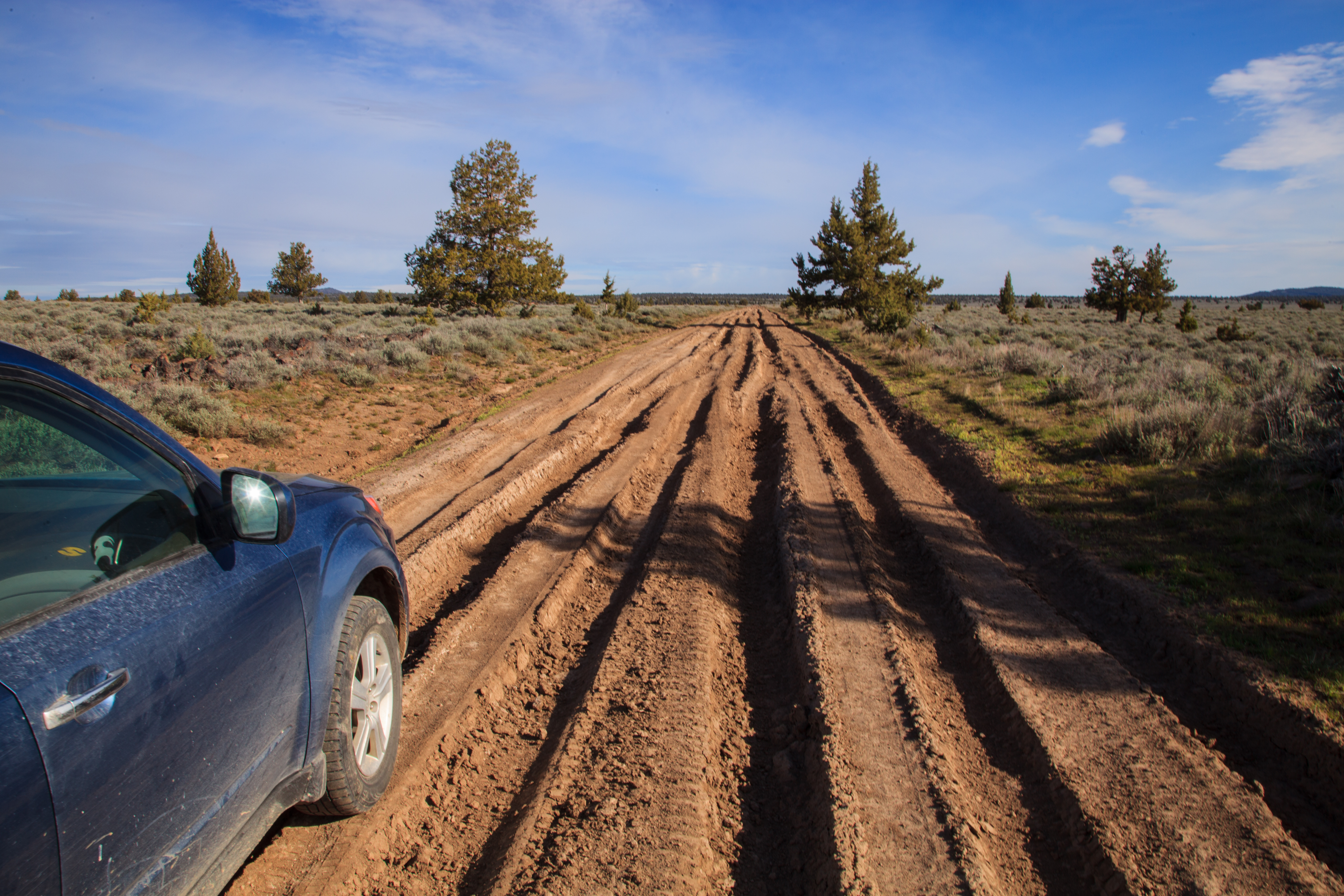
Orniérage d’une piste.

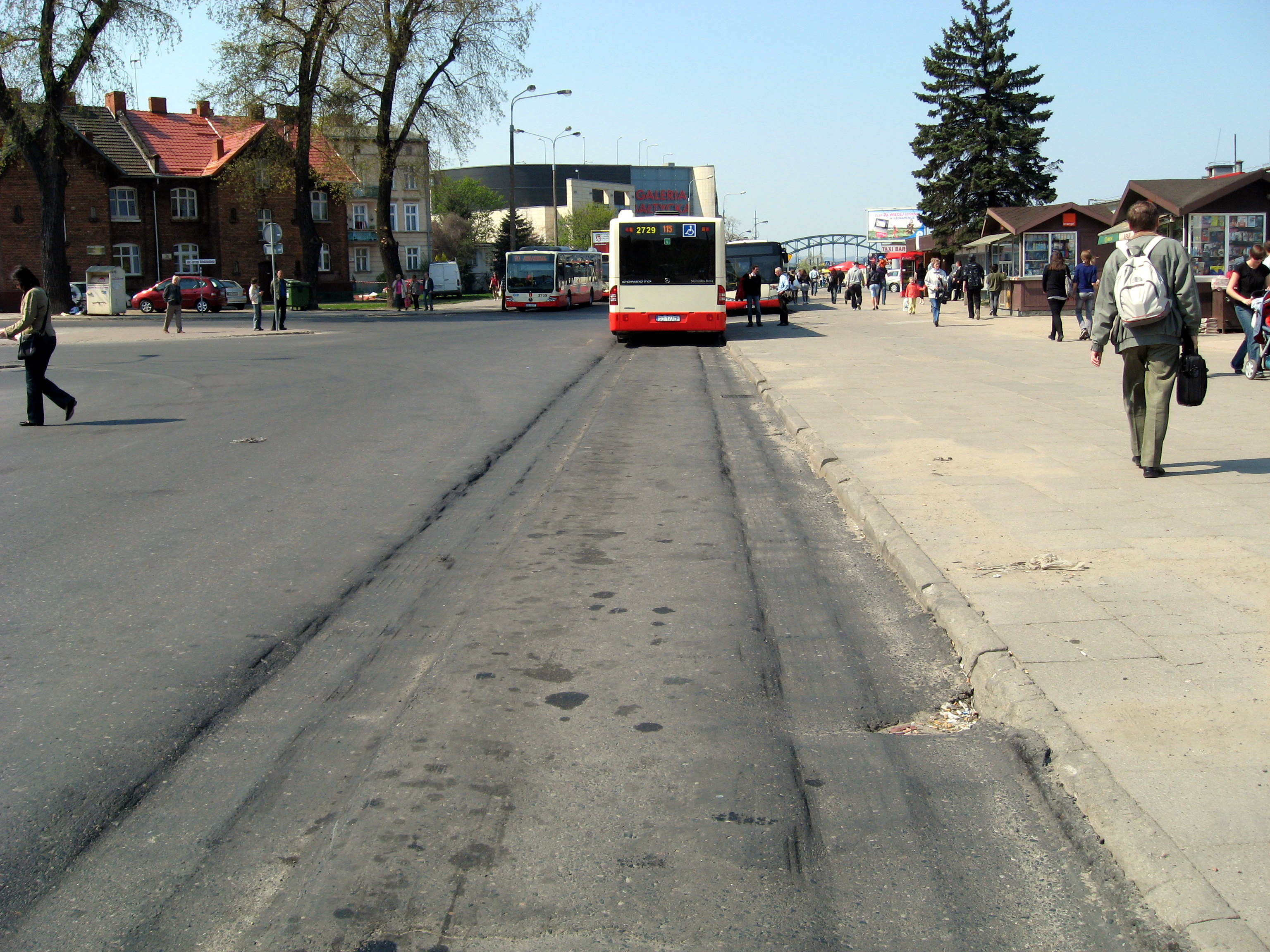
Orniérage d’une route.

La formation d'ornières s'observe principalement sur les routes à fort trafic (surtout de poids lourds), près des feux tricolores et dans les carrefours giratoires.
L'orniérage des routes les rend dangereuses, notamment par temps de pluie : l'eau s'accumule et peut provoquer des aquaplanages.
Étant donné l'importance des réseaux routiers, de nombreuses études sont menées pour tenter de limiter le risque d'orniérage. Elles concernent la qualité des matériaux et la structure en couches de la chaussée.

## Typologie
La profondeur d’ornière est la distance perpendiculaire maximale entre la base d'une règle et la zone de contact de l'indicateur avec la surface de chaussée à un endroit précis, mesurée dans les traces des roues (frayées) habituellement
Cet indicateur permet de caractériser deux types d’orniérages :
- l’orniérage à petit rayon, dont la profondeur d’ornière est comprise entre 2 et 5 cm
- l’orniérage à grand rayon dont la profondeur d’ornière est supérieure à 5 cm

## Orniérage à petit rayon
L’orniérage à petit rayon est en général dû à une mauvaise stabilité d'un enrobé mou dans les fortes pentes ou rampes ou dans les zones de freinage. Si rien n’est fait, cette déformation peut évoluer vers une augmentation de sa profondeur.
Ce type de déformation nécessite une surveillance et un reprofilage si une évolution de la profondeur est constatée.

## Orniérage à grand rayon
L’orniérage à grand rayon est en général dû à la fatigue de la chaussée par tassement des couches inférieures due à un défaut de portance du sol. Si rien n’est fait, cette déformation peut évoluer vers un faïençage dans les ornières et l’apparition de bourrelets en rive de l’ornière.
Ce type de déformation nécessite un fraisage des bourrelets et un reprofilage au droit de l’ornière avec des matériaux bitumineux. Si les déformations annexes (ressuage, faïençage) sont importantes, un reprofilage général du revêtement doit être envisagé.